# Việt Nam năm 2024
Dưới đây là sự kiện trong năm tại Việt Nam 2024.

## Đương nhiệm
| Ảnh | Vị trí            | Tên                                                |
| --- | ----------------- | -------------------------------------------------- |
|     | Tổng bí thư       | Nguyễn Phú Trọng (đến 19 tháng 7)                  |
|     | Tổng bí thư       | Tô Lâm (từ 3 tháng 8)                              |
|     | Chủ tịch nước     | Võ Văn Thưởng (đến 21 tháng 3)                     |
|     | Chủ tịch nước     | Võ Thị Ánh Xuân (quyền, 21 tháng 3 đến 22 tháng 5) |
|     | Chủ tịch nước     | Tô Lâm (22 tháng 5 đến 21 tháng 10)                |
|     | Chủ tịch nước     | Lương Cường (từ 21 tháng 10)                       |
|     | Thủ tướng         | Phạm Minh Chính                                    |
|     | Chủ tịch Quốc hội | Vương Đình Huệ (đến 2 tháng 5)                     |
|     | Chủ tịch Quốc hội | Trần Thanh Mẫn (từ 20 tháng 5)                     |

## Sự kiện

### Diễn ra trong năm
- Cải cách thể chế Việt Nam 2024–2025
- Đợt sắp xếp, sáp nhập đơn vị hành chính tại Việt Nam 2023–2030
- Đại dịch COVID-19 tại Việt Nam (dòng thời gian năm 2024)
- Giải bóng đá Vô địch Quốc gia 2023–24
- Giải bóng đá Hạng Nhất Quốc gia 2023–24
- Giải bóng đá Cúp Quốc gia 2023–24
- Giải bóng đá Vô địch Quốc gia 2024–25
- Giải bóng đá Hạng Nhất Quốc gia 2024–25
- Giải bóng đá Cúp Quốc gia 2024–25

### Tháng 1
- 1 tháng 1 – 1 tháng 5: Đài Phát thanh – Truyền hình Bình Dương chính thức dừng phát sóng 4 kênh truyền hình gồm BTV3, BTV4, BTV6 và BTV11.[1]
- 12 tháng 1: Tuyên án 38 bị cáo trong vụ sai phạm tại Công ty cổ phần Công nghệ Việt Á.[2]
- 16 tháng 1: Nguyễn Công Khế và Nguyễn Quang Thông bị Cơ quan An ninh điều tra Công an Thành phố Hồ Chí Minh khởi tố bị can, bắt tạm giam do "Vi phạm quy định về quản lý, sử dụng tài sản Nhà nước gây thất thoát lãng phí".[3]
- 19 tháng 1: Đường dây ma túy được cho là lớn nhất lịch sử Việt Nam từ vụ 4 tiếp viên hàng không bị phát hiện.[4]
- 25 tháng 1: Bệnh viện dã chiến số 13 (huyện Bình Chánh, Thành phố Hồ Chí Minh) là bệnh viện dã chiến phòng chống COVID-19 cuối cùng của Việt Nam chính thức giải thể.[5]

### Tháng 2
- 18 tháng 2: Tài xế xe hơi gây tai nạn nghiêm trọng tại Đường cao tốc Cam Lộ – La Sơn khiến 3 người thiệt mạng bị khởi tố.[6]
- 26 tháng 2: Cơ quan Cảnh sát điều tra Bộ Công an tiến hành khởi tố vụ án "Vi phạm quy định về kế toán gây hậu quả nghiêm trọng" xảy ra tại Công ty Cổ phần Tập đoàn Phúc Sơn.[7]

### Tháng 3
- 20 tháng 3: Chiến dịch đốt lò – Võ Văn Thưởng từ chức Chủ tịch nước sau hơn một năm tại nhiệm trong bối cảnh Đảng Cộng sản tiến hành chiến dịch chống tham nhũng.[8][9]
- 22 tháng 3: Cơ quan Cảnh sát điều tra Công an Thành phố Hồ Chí Minh đã ra quyết định trả tự do cho bốn tiếp viên Vietnam Airlines vận chuyển ma túy vì chưa đủ cơ sở khởi tố.[10]
- 24 tháng 3: Công ty Cổ phần Chứng khoán VNDIRECT bị hacker tấn công, Sở Giao dịch Chứng khoán Thành phố Hồ Chí Minh ngắt kết nối với VNDIRECT cho đến khi khắc phục xong sự cố.[11]
- 27 tháng 3: Cơ quan Cảnh sát điều tra Công an quận Long Biên, Hà Nội ra quyết định khởi tố vụ án, khởi tố bị can và lệnh bắt tạm giam trong vụ bạo lực nam sinh lớp 8 ở Hà Nội 2024.[12]
- 31 tháng 3: Giải Vô địch Quốc gia Marathon và cự ly dài báo Tiền Phong 2024 tổ chức tại Phú Yên.[13]

### Tháng 4
- 3 – 30 tháng 4: Cuộc đua xe đạp toàn quốc tranh Cúp truyền hình Thành phố Hồ Chí Minh 2024.[14]
- 6 – 13 tháng 4: Liên hoan phim quốc tế Thành phố Hồ Chí Minh lần thứ nhất tổ chức tại Thành phố Hồ Chí Minh.[15]
- 11 tháng 4:
  - Ba nhà mạng lớn ở Việt Nam là Viettel, CMC Telecom và FPT Telecom đã bị Cục Viễn thông đề nghị xử phạt mỗi đơn vị 140 triệu đồng vì "chưa thực hiện triệt để các biện pháp ngăn chặn cuộc gọi quảng cáo đến danh sách không quảng cáo".[16]
  - Tuyên án 86 bị cáo trong vụ án Vạn Thịnh Phát với Trương Mỹ Lan bị xử tử hình; Đinh Văn Thành, Bùi Anh Dũng, Võ Tấn Hoàng Văn và Đỗ Thị Nhàn ở mức án chung thân.[17]
- 13 tháng 4: Trưởng công an Phú Quốc Lê Văn Mót bị bắt tạm giam.[18]
- 15 tháng 4: 
  - CEO Apple Tim Cook có chuyến thăm đến Việt Nam trong 2 ngày và gặp gỡ nhiều nghệ sĩ, nhà sáng tạo cùng lập trình viên người Việt Nam.[19]
  - Nguyễn Duy Hưng và Trần Anh Quang, các nhân vật có liên quan đến Vụ sai phạm tại Tập đoàn Thuận An, bị khởi tố bắt tạm giam.[20]
- 17 tháng 4: Việt Nam chi $24 tỷ thông qua "các khoản vay đặc biệt" nhằm giải cứu Ngân hàng Thương mại cổ phần Sài Gòn, trong vụ lừa đảo khổng lồ.[21]
- 19 tháng 4: Một vụ tai nạn trên Sông Tiền giữa tàu du lịch và phà đưa khách khiến 3 người bị thương.[22]
- 26 tháng 4: Trung ương họp bất thường đồng ý cho ông Vương Đình Huệ thôi giữ Ủy viên Bộ Chính trị, Ủy viên Trung ương Đảng khóa 13, Chủ tịch Quốc hội khóa 15, theo nguyện vọng cá nhân.[23]

### Tháng 5
- 7 tháng 5: Diễu binh Chiến thắng Điện Biên Phủ 2024.[24]
- 11 – 12 tháng 5: Vietnam Gameverse 2024 tổ chức tại Thành phố Hồ Chí Minh.[25]
- 11 – 19 tháng 5: Giải bóng chuyền nữ quốc tế cúp VTV9 – Bình Điền 2024 tổ chức tại Đắk Lắk, đội PFU BlueCats giành chức vô địch trong giải đấu này.[26]
- 19 tháng 5: Ủy viên Bộ Chính trị, Ủy viên Trung ương Đảng Trương Thị Mai thôi chức sau hơn một năm tại nhiệm, trong bối cảnh Đảng Cộng sản đẩy mạnh chiến dịch chống tham nhũng.[27]
- 20 tháng 5: 
  - Trần Thanh Mẫn nhậm chức Chủ tịch Quốc hội Việt Nam sau cuộc bầu cử Chủ tịch Quốc hội.[28]
  - Nhóm nhạc nữ Việt Nam Lunas chính thức ra mắt.
- 22 tháng 5: Bộ trưởng Bộ Công an Tô Lâm nhậm chức Chủ tịch nước Việt Nam sau cuộc bầu cử Chủ tịch nước Việt Nam.[29]
- 23 tháng 5: Nguyên Cục trưởng Cục Điện lực, Bộ Công thương Phương Hoàng Kim bị bắt giữ do các sai phạm liên quan đến Tập đoàn Điện lực Việt Nam.[30]
- 24 tháng 5: Mười bốn người thiệt mạng và sáu người khác bị thương trong một vụ cháy chung cư ở Hà Nội.[31]

### Tháng 6
- 3 tháng 6: Thích Minh Tuệ tạm dừng việc đi bộ khất thực.[32]
- 7 tháng 6: Cơ quan An ninh Việt Nam ra quyết định khởi tố bị can, lệnh bắt tạm giam Trương Huy San và Trần Đình Triển với cáo buộc "lợi dụng các quyền tự do dân chủ xâm phạm lợi ích của Nhà nước, quyền và lợi ích hợp pháp của tổ chức, cá nhân" (theo điều 331 Bộ luật Hình sự).[33][34]
- 8 – 10 tháng 6: Ít nhất 3 người thiệt mạng trong một trận mưa lũ tại miền Bắc.[35]
- 19 – 20 tháng 6: Tổng thống Nga Vladimir Vladimirovich Putin có chuyến thăm cấp nhà nước đến thủ đô Hà Nội, Việt Nam theo lời mời trước đó của Tổng Bí thư Nguyễn Phú Trọng.[36]
- 19 tháng 6: Trung ương đồng ý cho Đinh Tiến Dũng thôi giữ chức Uỷ viên Bộ Chính trị, bí thư Thành uỷ Hà Nội.[37]

### Tháng 7
- 13 tháng 7: Chung kết Nam vương Thế giới Việt Nam 2024 tổ chức tại Thành phố Hồ Chí Minh, Phạm Tuấn Ngọc giành chiến thắng trong cuộc thi này.[38]
- 19 tháng 7: Tổng bí thư Nguyễn Phú Trọng qua đời khi đang tại chức.[39]
- 25 – 26 tháng 7: Quốc tang Nguyễn Phú Trọng.[40]
- 26 tháng 7 – 11 tháng 8: Đoàn Việt Nam thi đấu tại Thế vận hội Mùa hè 2024.

### Tháng 8
- 3 tháng 8:
  - Bầu cử Tổng Bí thư Ban Chấp hành Trung ương Đảng Cộng sản Việt Nam 2024: Tô Lâm được Ban Chấp hành Trung ương Đảng bầu làm Tổng Bí thư tại Hội nghị Trung ương bất thường khóa XIII, kế nhiệm Tổng Bí thư Nguyễn Phú Trọng vừa từ trần hai tuần trước đó.[41]
  - Chung kết Hoa hậu Hòa bình Việt Nam 2024 tổ chức tại Bình Thuận, Võ Lê Quế Anh giành chiến thắng trong cuộc thi  này.[42]
  - Chung kết Hoa hậu Du lịch Việt Nam 2024 tổ chức tại Quảng Ninh, Phạm Thị Ngọc Quỳnh giành chiến thắng trong cuộc thi này.[43]
- 5 tháng 8: Tỷ phú Trịnh Văn Quyết bị tòa án tại Hà Nội kết án lừa đảo, chiếm đoạt tài sản do thổi phồng giá trị của một công ty con thuộc FLC Group lên $150 triệu và nhận bản án 21 năm tù. hai em gái ruột cũng như cựu Chủ tịch Hội đồng quản trị Sở Giao dịch Chứng khoán Thành phố Hồ Chí Minh Trần Đắc Sinh và hai người khác cũng bị kết án với các tội danh liên quan.[44]
- 24 – 31 tháng 8: Giải bóng chuyền nữ quốc tế VTV Cup 2024 tổ chức tại Ninh Bình, đội Korabelka giành chức vô địch trong giải đấu này.
- 25 tháng 8: ABU Robocon 2024 tổ chức tại Quảng Ninh, đội Hồng Kông giành giải nhất trong cuộc thi này.
- 31 tháng 8: Siêu cúp Bóng đá Quốc gia 2024 tổ chức tại Nam Định, câu lạc bộ bóng đá Thép Xanh Nam Định giành chức vô địch trong giải đấu này.

### Tháng 9
- 5 – 10 tháng 9: Giải bóng đá giao hữu quốc tế – LPBank Cup 2024 tổ chức tại Hà Nội, không có đội nào giành chức vô địch do trận đấu giữa Nga và Thái Lan bị hủy bỏ (do lo ngại ảnh hưởng từ cơn bão Yagi) cũng như do số trận thi đấu của các đội khác nhau, thay vào đó các đội tham dự chỉ nhận tiền thưởng.[45]
- 7 – 12 tháng 9: Bão Yagi đổ bộ vào Việt Nam vào ngày 7 tháng 9,[46] và gây ra lũ lụt ở miền Bắc. Ít nhất 199 người thiệt mạng và 800 người khác bị thương sau khi bão đổ bộ vào khu vực Quảng Ninh–Hải Phòng.[47][48]
- 9 tháng 9: Cầu Phong Châu ở Phú Thọ bị sập, khiến 13 người, 10 ôtô và 2 xe máy rơi xuống phía dưới.[49]
- 10 tháng 9:
  - Một trận lũ quét lớn đã vùi lấp thôn Làng Nủ, xã Phúc Khánh, huyện Bảo Yên, Lào Cai. Ít nhất 48 người thiệt mạng và 39 người khác mất tích.[50]
  - Lễ trao giải Cánh Diều Vàng lần thứ 22 tổ chức tại Nha Trang, Khánh Hòa.[51]
- 11 tháng 9: Sự cố vỡ 10m đê sông Lô làm nhấn chìm một khu vực rộng lớn cùng nhiều nhà dân ở xã Quyết Thắng, Tuyên Quang.[52]
- 14 tháng 9: Chung kết Miss Universe Vietnam 2024 tổ chức tại Thành phố Hồ Chí Minh, Nguyễn Cao Kỳ Duyên giành chiến thắng trong cuộc thi này.[53]
- 18 tháng 9: Chung kết Hoa hậu Hoàn cầu Việt Nam 2024 tổ chức tại Thành phố Hồ Chí Minh, Dương Thanh Hà giành chiến thắng trong cuộc thi này.[54]
- 21 tháng 9:
  - Khánh thành Cung thiếu nhi Hà Nội mới.[55]
  - Chung kết Hoa hậu Du lịch Việt Nam Toàn cầu 2024 tổ chức tại Hải Phòng, Võ Cao Kỳ Duyên giành chiến thắng trong cuộc thi này.[56]
- 25 tháng 9: Chung kết Mister Vietnam 2024 tổ chức tại Thành phố Hồ Chí Minh, Nguyễn Mạnh Lân giành chiến thắng trong cuộc thi này.[57]
- 29 tháng 9: Mười thuỷ thủ đoàn trên một tàu đánh cá Việt Nam bị thương trong một vụ tấn công bởi một tàu không xác định gần Quần đảo Hoàng Sa đang bị tranh chấp trên Biển Đông bởi cả Việt Nam, Trung Quốc và Đài Loan.[58] Chính quyền Việt Nam sau đó lên tiếng lực lượng thực thi pháp luật Trung Quốc phải chịu trách nhiệm về việc này.[59]
- 30 tháng 9: Một toà án ở Thái Lan dẫn độ Y Quynh Bđăp, nhà hoạt động người Thượng bị kết án vắng mặt tại Việt Nam về tội khủng bố bởi vai trò của ông trong vụ tấn công ở Đắk Lắk năm 2023.[60]

### Tháng 10
- 3 – 7 tháng 10: Giải bóng đá nữ quốc tế Hà Nội Cup T&T Group 2024 tổ chức tại Hà Nội, câu lạc bộ bóng đá nữ Thái Nguyên T&T giành chức vô địch trong giải đấu này.[61][62]
- 5 tháng 10: Chung kết Hoa hậu Hoàn vũ Quốc tế 2024 tổ chức tại Thành phố Hồ Chí Minh, Ketut Permata Juliastrid giành chiến thắng trong cuộc thi này.[63]
- 13 tháng 10: Chung kết Đường lên đỉnh Olympia năm thứ 24.
- 21 tháng 10: Lương Cường được Quốc hội khoá XV bầu làm Chủ tịch nước Việt Nam, kế nhiệm Tô Lâm.[64]
- 25 tháng 10: Quốc hội đã thông qua nghị quyết miễn nhiệm chức vụ Tổng thư ký Quốc hội của Bùi Văn Cường, để ông nghỉ hưu theo nguyện vọng cá nhân.[65][66]
- 27 tháng 10: Bão Trami đổ bộ vào Thừa Thiên Huế và Đà Nẵng.[67]

### Tháng 11
- 3 tháng 11: Tai nạn thảm khốc giữa một tổ đội đua xe và một xe máy do chị Nguyễn Hương Quỳnh - 27 tuổi điều khiển dừng chờ đèn đỏ trên ngã tư Trần Hưng Đạo - Bà Triệu, Hà Nội khiến chị Quỳnh bị va chạm  mạnh và tử vong tại chỗ. Cơ quan điều tra đã triệu tập, bắt giữ nhiều đối tượng có liên quan để xác minh làm rõ và xử lý theo quy định.[68]
- 16 – 17 tháng 11: Giải chạy Marathon quốc tế Strong Vietnam 2024 tổ chức tại Bà Rịa - Vũng Tàu.[69]
- 23 tháng 11: Chung kết Nam vương Thế giới 2024 tổ chức tại Bình Thuận, Danny Mejia giành chiến thắng trong cuộc thi này.[70]
- 30 tháng 11: Quốc hội chính thức thông qua nghị quyết thành lập thành phố Huế trực thuộc trung ương có hiệu lực từ ngày 1 tháng 1 năm 2025 trên cơ sở toàn bộ diện tích và dân số tỉnh Thừa Thiên Huế.[71]

### Tháng 12
- 2 tháng 12: Khối thuốc nổ phát nổ tại Trường bắn quốc gia khu vực 3, huyện Xuân Lộc, Đồng Nai, khiến 12 quân nhân tử vong.[72][73]
- 5 tháng 12: Quyết định 1516/QĐ-TTg công nhận khu vực dự kiến thành lập thành phố Hoa Lư, trực thuộc tỉnh Ninh Bình, đạt tiêu chí đô thị loại I, gồm toàn bộ địa giới thành phố Ninh Bình và huyện Hoa Lư hiện hữu.[74]
- 13 tháng 12: Bộ Chính trị cảnh cáo Nguyễn Xuân Phúc và Trương Hòa Bình, khiển trách Trương Thị Mai, do một số vi phạm khi đương chức.[75][76]
- 14 tháng 12: Chung kết Hoa hậu Việt Nam Thời đại 2024 tổ chức tại Ninh Thuận, Nguyễn Ngọc Thảo Nguyên giành chiến thắng trong cuộc thi này.[77]
- 15 tháng 12: Chung kết Hoa hậu Sinh viên Việt Nam 2024 tổ chức tại Quảng Ninh, Dương Trà Giang giành chiến thắng trong cuộc thi này.[78]
- 18 tháng 12: Cháy quán hát do phóng hỏa ở Hà Nội khiến 11 người tử vong và hai người cấp cứu.[79]
- 19 – 22 tháng 12: Triển lãm Quốc phòng quốc tế Việt Nam 2024.[80]
- 20 tháng 12: Cháy nhà bốn tầng ở TP HCM khiến hai người tử vong và 13 người nhập viện.[81]
- 21 tháng 12: Chung kết Hoa hậu Sắc đẹp Quốc tế 2024 tổ chức tại Thành phố Hồ Chí Minh, Rashmita Rasindran giành chiến thắng trong cuộc thi này.[82]
- 22 tháng 12: Tuyến metro số 1 thuộc Đường sắt đô thị Thành phố Hồ Chí Minh chính thức vận hành sau 12 năm xây dựng.[83]
- 25 tháng 12: Nghị định 147/2024/NĐ-CP của Chính phủ về quản lý, cung cấp, sử dụng dịch vụ Internet và thông tin trên mạng bắt đầu có hiệu lực.[84]
- 27 tháng 12: Cháy nhà năm tầng ở Thành phố Hồ Chí Minh khiến hai người tử vong và 7 người bị thương.[85]
- 28 tháng 12: Chung kết Hoa hậu Quốc gia Việt Nam 2024 tổ chức tại Thành phố Hồ Chí Minh, Nguyễn Ngọc Kiều Duy giành chiến thắng trong cuộc thi này.[86]
- 30 tháng 12: Hội Thể thao điện tử giải trí Việt Nam và OTA Network phát hành Sách trắng Thể thao điện tử Việt Nam 2022–2023.[87]
- 31 tháng 12: Chung kết Hoa hậu Biển Việt Nam 2024 tổ chức tại Bình Thuận, Nguyễn Hoài Linh giành chiến thắng trong cuộc thi này.[88]

## Mất

### Tháng 1
- 2 tháng 1: Hồ Phương, 93, nhà văn[89]

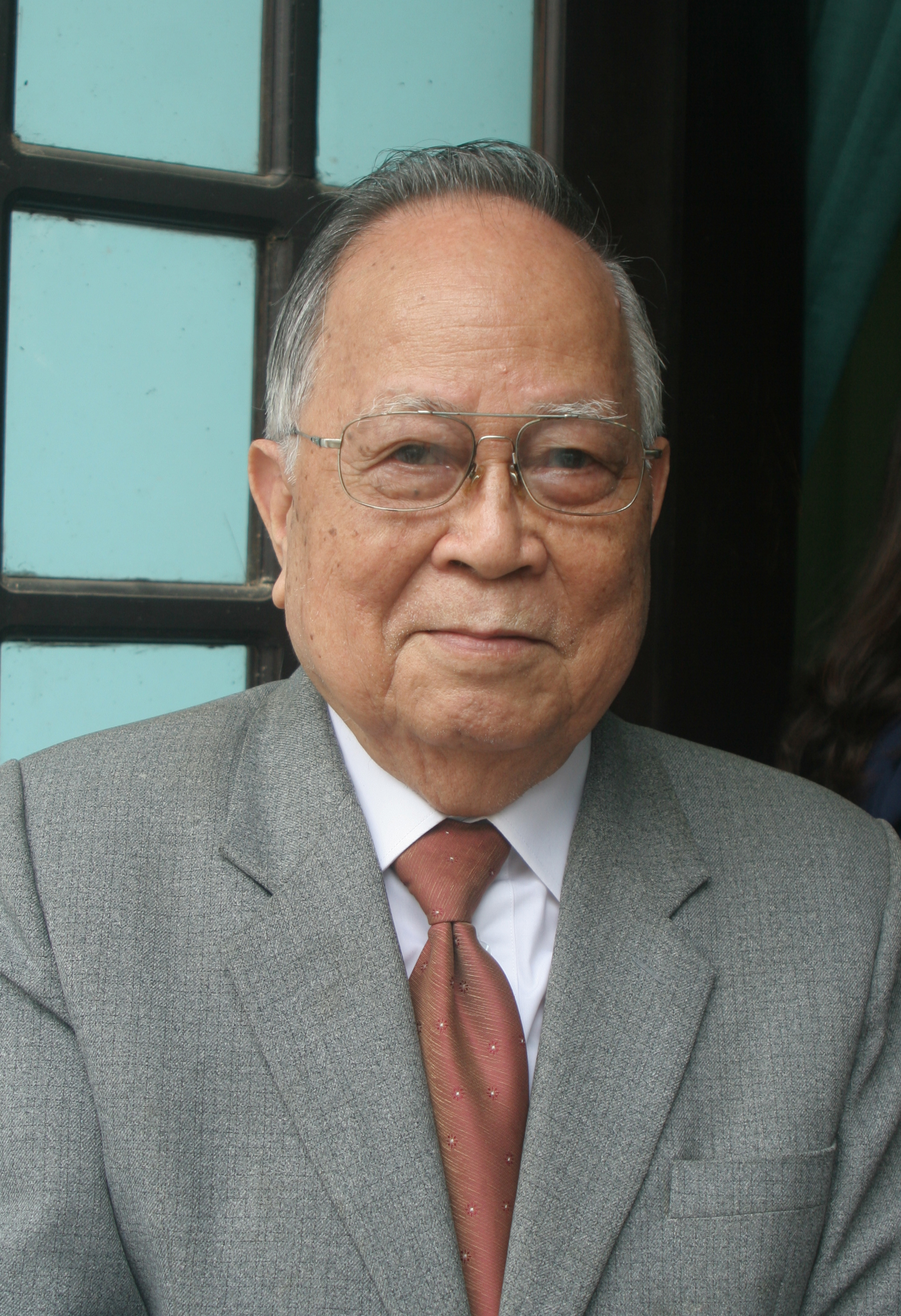
Hồ Phương
(1930 – 2024)

- 16 tháng 1: Nguyễn Ngọc Tuấn, 65, Thiếu tướng Công an[90]
- 27 tháng 1: Lê Văn Duy, 81, đạo diễn[91]
- 29 tháng 1: Phùng Truyền, 79, sĩ quan[92]

### Tháng 2
- 19 tháng 2: Vĩnh Lai, 81, nhạc sĩ[93]

### Tháng 3
- 3 tháng 3: Bàng Nguyên Thất, 70, chiến sĩ[cần dẫn nguồn]
- 10 tháng 3: Mai Quốc Liên, 82, nhà văn[94]
- 19 tháng 3: Võ Minh Như, 97, thiếu tướng[95]
- 28 tháng 3: Vũ Anh Thố, 81, tướng lĩnh[96]

### Tháng 4
- 2 tháng 4: Trần Mai Hạnh, 81, nhà báo[97]
- 19 tháng 4: Tạ Bôn, 81, nghệ sĩ[98][99]

### Tháng 5
- 11 tháng 5: Tường Vi, 85, ca sĩ[100][101]
- 19 tháng 5: Đỗ Dũng, 84–85, nhạc sĩ[102]
- 22 tháng 5: Nguyễn Hữu Phần, 76, đạo diễn[103][104][105]

### Tháng 6
- 15 tháng 6: Anh Thái, 85–86, diễn viên, đạo diễn điện ảnh[106]
- 18 tháng 6
  - Trần Phương Bình, 65, giảng viên kinh tế, doanh nhân[107]
  - Phan Văn Tiệm, 90, nhà kinh tế, nhà chính trị[108]
- 19 tháng 6: Vũ Ngọc Tiến, 78, nhà văn[109]

### Tháng 7

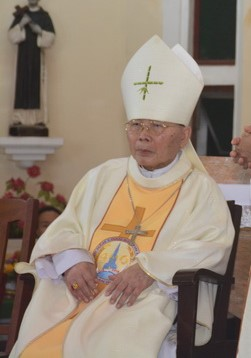
Phêrô Nguyễn Soạn
(1936 – 2024)

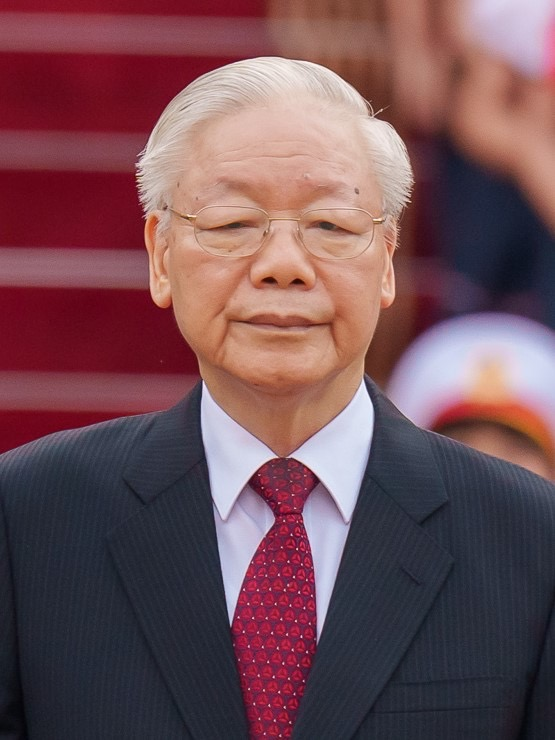
Nguyễn Phú Trọng
(1944 – 2024)

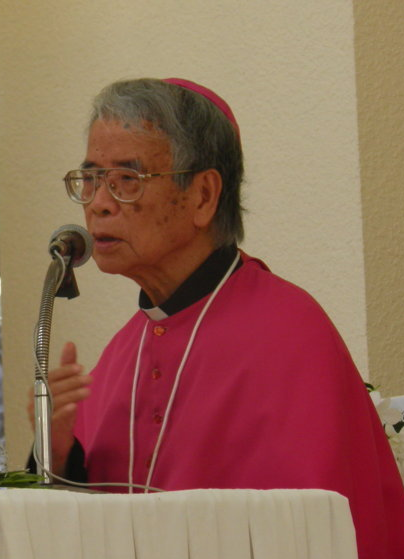
Gioan Baotixita Bùi Tuần
(1927 – 2024)

- 8 tháng 7: Phêrô Nguyễn Soạn, 87, giám mục Công giáo[110]
- 19 tháng 7: Tổng Bí thư Ban Chấp hành Trung ương Đảng Cộng sản Việt Nam Nguyễn Phú Trọng từ trần hồi 13 giờ 38 phút, ngày 19 tháng 7, hưởng thọ 80 tuổi. [39]
- 27 tháng 7: Gioan Baotixita Bùi Tuần, 97, giám mục Công giáo[111]

### Tháng 8

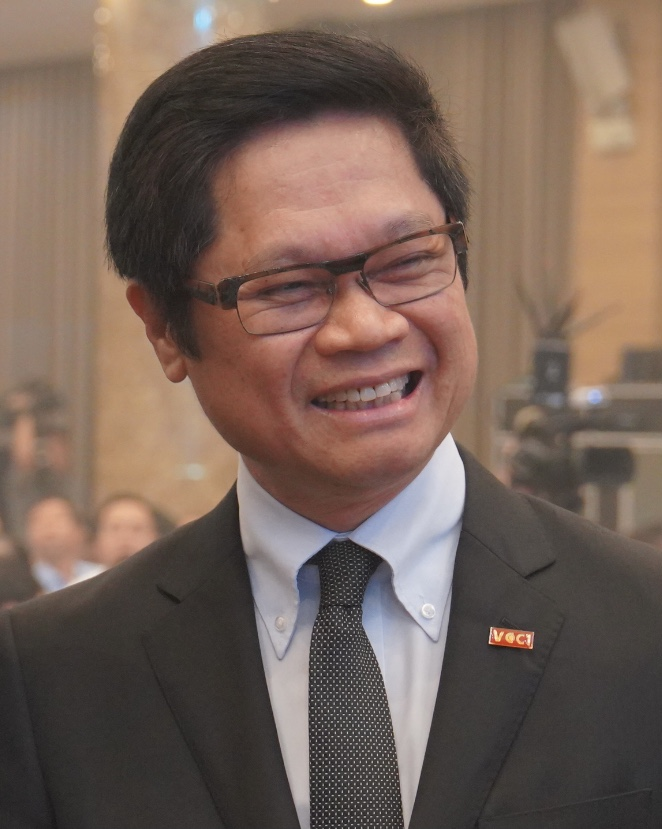
Vũ Tiến Lộc
(1960 – 2024)

- 2 tháng 8: Nguyễn Khắc Lợi, 91, đạo diễn điện ảnh[112]
- 5 tháng 8: Vũ Tiến Lộc, 64, nhà chính trị[113]
- 11 tháng 8: Chu Phạm Ngọc Sơn, 88, nhà khoa học[114]
- 19 tháng 8: Võ Tòng Xuân, 83, nhà khoa học, nhà nghiên cứu[115]

### Tháng 9
- 17 tháng 9: Đặng Bích Hà, 96 , nhà sử học, phu nhân cố đại tướng Võ Nguyên Giáp[116][117]
- 20 tháng 9: Nguyễn Đình Đầu, 104, nhà nghiên cứu địa lý, lịch sử Việt Nam[118]
- 27 tháng 9: Trần Trí Trắc, 81, nhà nghiên cứu, biên kịch sân khấu[119]

### Tháng 10
- 2 tháng 10: Nguyễn Khắc Trường, 78, nhà văn[120]
- 8 tháng 10: Bằng Giang, 85–86, nhạc sĩ[121]
- 15 tháng 10: Nguyễn Thanh Tùng, 90–91, sĩ quan[122]

### Tháng 11
- 10 tháng 11: Tuấn Phong, 72, ca sĩ[123]
- 11 tháng 11: Trần Đại Mý, 63–64, diễn viên tuồng và điện ảnh[124]
- 23 tháng 11: Khuất Duy Tiến, 93, tướng lĩnh quân đội[125]

### Tháng 12

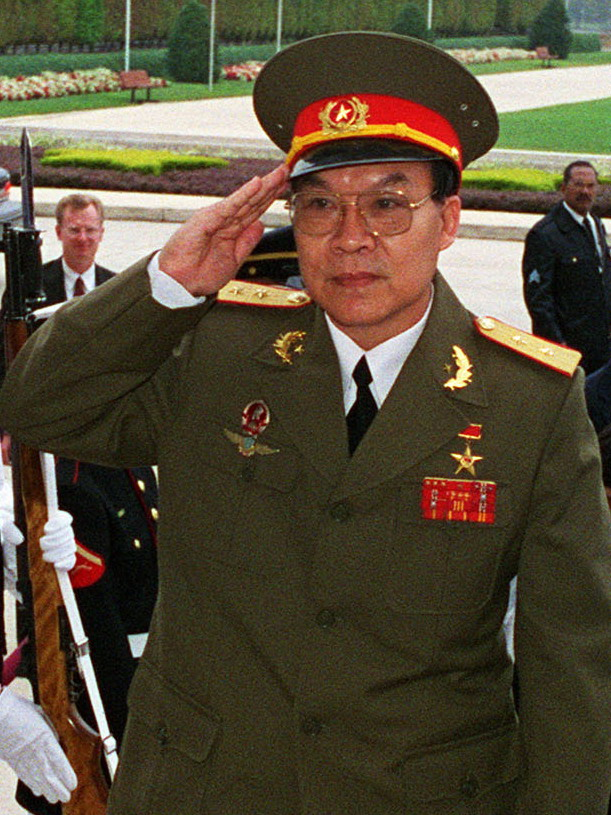
Trần Hanh
(1932 – 2024)

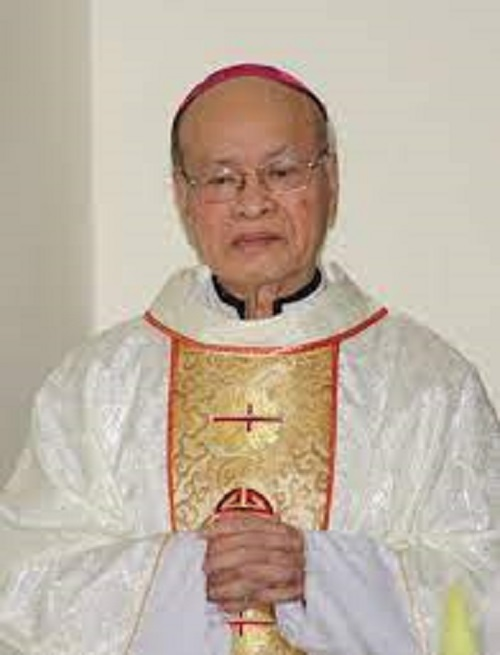
Stêphanô Nguyễn Như Thể
(1935 – 2024)

- 4 tháng 12: Trần Anh Khoa, 33, cầu thủ bóng đá[126]
- 5 tháng 12: Trần Hanh, 92, tướng lĩnh Không quân nhân dân Việt Nam[127]
- 12 tháng 12: Phố Thu, 79, nhạc sĩ[128]
- 16 tháng 12: Stêphanô Nguyễn Như Thể, 89, giám mục[129]
- 23 tháng 12: Nguyễn Quyết, 102, tướng lĩnh quân đội[130]